# 黄色いワッペン
黄色いワッペン（きいろいワッペン）は、みずほフィナンシャルグループが毎年春に、社会貢献活動として、新たに小学1年生になる児童へ配布している交通事故傷害保険付きの「ワッペン」である。この活動は1965年（昭和40年）に開始され、当初は黄色い腕章が配布されていた。2024年（令和6年）までの累計配布枚数は6,654万枚にのぼる。

## 概要
新小学1年生へ腕章を配布する活動は、1965年に富士銀行（現・みずほフィナンシャルグループ）が創業85周年記念として、「よい子に注意、よい子も注意」をスローガンにスタートした。当時、交通事故が社会問題化する中、子供を交通事故で失った母親が内閣総理大臣へ交通事故撲滅を求める手紙を送ったという新聞記事を見た、同行行員の提案により誕生したものである。1966年（昭和41年）から安田海上火災保険（現・損害保険ジャパン）と安田生命保険（現・明治安田生命保険）が、1967年（昭和42年）から安田信託銀行が事業に加わり、2004年（平成16年）からは、みずほフィナンシャルグループ、損害保険ジャパン、明治安田生命保険、第一生命保険の4社が共同で実施している。毎年春に全国各地で「黄色いワッペン」贈呈式が行われている。
デザインは黄色い地に横断歩道の道路標識と、全日本交通安全協会および毎日新聞社が共催で募集している「交通安全年間スローガン」がプリントされたもので、当初は腕章であったが、1974年（昭和49年）から現在のワッペンになった。
1968年（昭和43年）から、登下校時の交通事故に対する1年間の傷害保険（2024年現在最大50万円）が付与されている。
2024年（令和6年）には、60周年を記念してピカチュウがプリントされた「黄色い「ピカチュウ」ワッペン」が配布された。